# Airismaa
Airismaa är en ö i Finland.   Den ligger i kommunen Nådendal i den ekonomiska regionen  Åbo ekonomiska region  och landskapet Egentliga Finland, i den sydvästra delen av landet, 160 km väster om huvudstaden Helsingfors. Arean är 12,2 kvadratkilometer.
Terrängen på Airismaa är platt. Öns högsta punkt är 68 meter över havet. Den sträcker sig 3,2 kilometer i nord-sydlig riktning, och 6,6 kilometer i öst-västlig riktning.
I övrigt finns följande på Airismaa:
- Patarauta (en ö)